# Mayhem-diszkográfia
A Mayhem-diszkográfia tartalmaz öt nagylemezt, két középlemezt, két kislemezt, öt koncertalbumot, három válogatásalbumot és négy videóalbumot.

## Nagylemezek
| De Mysteriis Dom Sathanas                                                     | - Megjelent: 1994. május 24. - Kiadó: Deathlike Silence Productions, Century Black - Formátum: CD, CS, LP, digitális letöltés | —  | —  | —  | —  |               |
| Grand Declaration of War                                                      | - Megjelent: 2000. március 27. - Kiadó: Season of Mist, Necropolis Records - Formátum: CD, CS, LP, digitális letöltés         | —  | —  | —  | —  |               |
| Chimera                                                                       | - Megjelent: 2004. január 17. - Kiadó: Season of Mist - Formátum: CD, CS, LP, digitális letöltés                              | 28 | —  | —  | —  |               |
| Ordo Ad Chao                                                                  | - Megjelent: 2007. április 16. - Kiadó: Season of Mist - Formátum: CD, CS, LP, digitális letöltés                             | 12 | 57 | —  | —  |               |
| Esoteric Warfare                                                              | - Megjelent: 2014. június 6. - Kiadó: Season of Mist - Formátum: CD, CS, LP, digitális letöltés                               | —  | —  | 32 | 14 | - USA: 1,900+ |
| "—" azt jelöli, ha az album nem ért el az adott listán meghatározó eredményt. | |    |    |    |    |               |

## Koncertlemezek
| Megjelenési év    | Cím                      | Adatok                                                                        |
| ----------------- | ------------------------ | ----------------------------------------------------------------------------- |
| 1993              | Live in Leipzig          | - Megjelent: 1993. július - Kiadó: Obscure Plasma Records, Avantgarde Records |
| 1995. február 17. | Dawn of the Black Hearts | - Megjelent: 1995 - Kiadó: Warmaster Records                                  |
| 1999              | Mediolanum Capta Est     | - Megjelent: 1999. december 7. - Kiadó: Avant Garde                           |
| 2001              | Live In Marseille        | - Megjelent: 2001. június 16. - Kiadó: Black Metal Records                    |

## Középlemezek
| Megjelenési év | Cím               | Adatok |
| -------------- | ----------------- | --- |
| 1987           | Deathcrush        | - Megjelent: 1987. augusztus 16. - Kiadó: Posercorpse (1000 példányban), Deathlike Silence (1993-as újra kiadás) |
| 1997           | Wolf's Lair Abyss | - Megjelent: 1997. november 12. - Kiadó: Misanthropy Records                                                     |

## Kislemezek és demók
| Megjelenési év | Cím                     | Információk                                                                     |
| -------------- | ----------------------- | ------------------------------------------------------------------------------- |
| 1986           | Pure Fucking Armageddon | Euronymous és Necrobutcher énekelt rajta                                        |
| 1987           | Deathrehearsal          | 1987. január 17-18-án vették fel. Ez az első Mayhem-kiadás, amin Maniac énekelt |
| 1995           | Out from the Dark       | 1991 elején vették fel                                                          |
| 1996           | Freezing Moon/Carnage   | 1990-ben vették fel                                                             |
| 1997           | Ancient Skin/Necrolust  |                                                                                 |
| 2009           | Life Eternal            | A De Mysteriis Dom Sathanas album néhány dala demó változatban                  |
| 2014           | Psywar                  |                                                                                 |

## Válogatásalbumok
| Megjelenési év | Cím                              | Információk |
| -------------- | -------------------------------- | --- |
| 2001           | European Legions és U.S. Legions | A Grand Declaration of War utáni koncertfelvételek és nem megjelent számok szerepelnek rajtuk                      |
| 2002           | The Studio Experience            | Tartalmazza az összes előtte kiadott albumot                                                                       |
| 2003           | Legions of War                   | A Grand Declaration of War-t és az European Legions-t tartalmazza                                                  |
| 2015           | A Season In Blasphemy            | - Tartalmazza a Grand Declaration of War, a Chimera és az Ordo Ad Chao albumokat - 2015. december 11-én jelent meg |

## Videográfia
| Megjelenési év | Cím                         | Információk                                                               |
| -------------- | --------------------------- | ------------------------------------------------------------------------- |
| 1988           | Rehearsal 1988              | Az egyetlen Mayhem-kiadás, melyen Euronymous és Dead arca tisztán látható |
| 1998           | Live In Bischofswerda       | 1997 júniusában vették fel                                                |
| 2001           | Live In Marseille 2000      |                                                                           |
| 2002           | Mayhem - Cult of Aggression | Norvég/svéd dokumentumfilm Stefan Rydehed rendezésében                    |
| 2008           | Pure Fucking Mayhem         | Angol dokumentumfilm Stefan Rydehed rendezésében                          |